# Osiedle Mistrzejowice Nowe
Osiedle Mistrzejowice Nowe – osiedle Krakowa wchodzące w skład Dzielnicy XV Mistrzejowice, niestanowiące jednostki pomocniczej niższego rzędu w ramach dzielnicy.
Osiedle znajduje się we wschodniej części dzielnicy, około 7–8 km na północny wschód od centrum Krakowa. Za granice osiedla można uznać:
- od południa – ul. gen. L. Okulickiego,
- od wschodu – ul. Mistrzejowicka,
- od zachodu – ul. Kupały,
- od północy – granica wewnątrzosiedlowa z os. Piastów.

Osiedle się składa z kilkunastu bloków cztero i dziesięciopiętrowych z lat 80. i 90. XX wieku usytuowanych przeważnie w zachodniej i północnej części osiedla. Większość zabudowy osiedla stanowią jednak szeregowe i wolnostojące domy jednorodzinne, usytuowane głównie we wschodniej części osiedla.

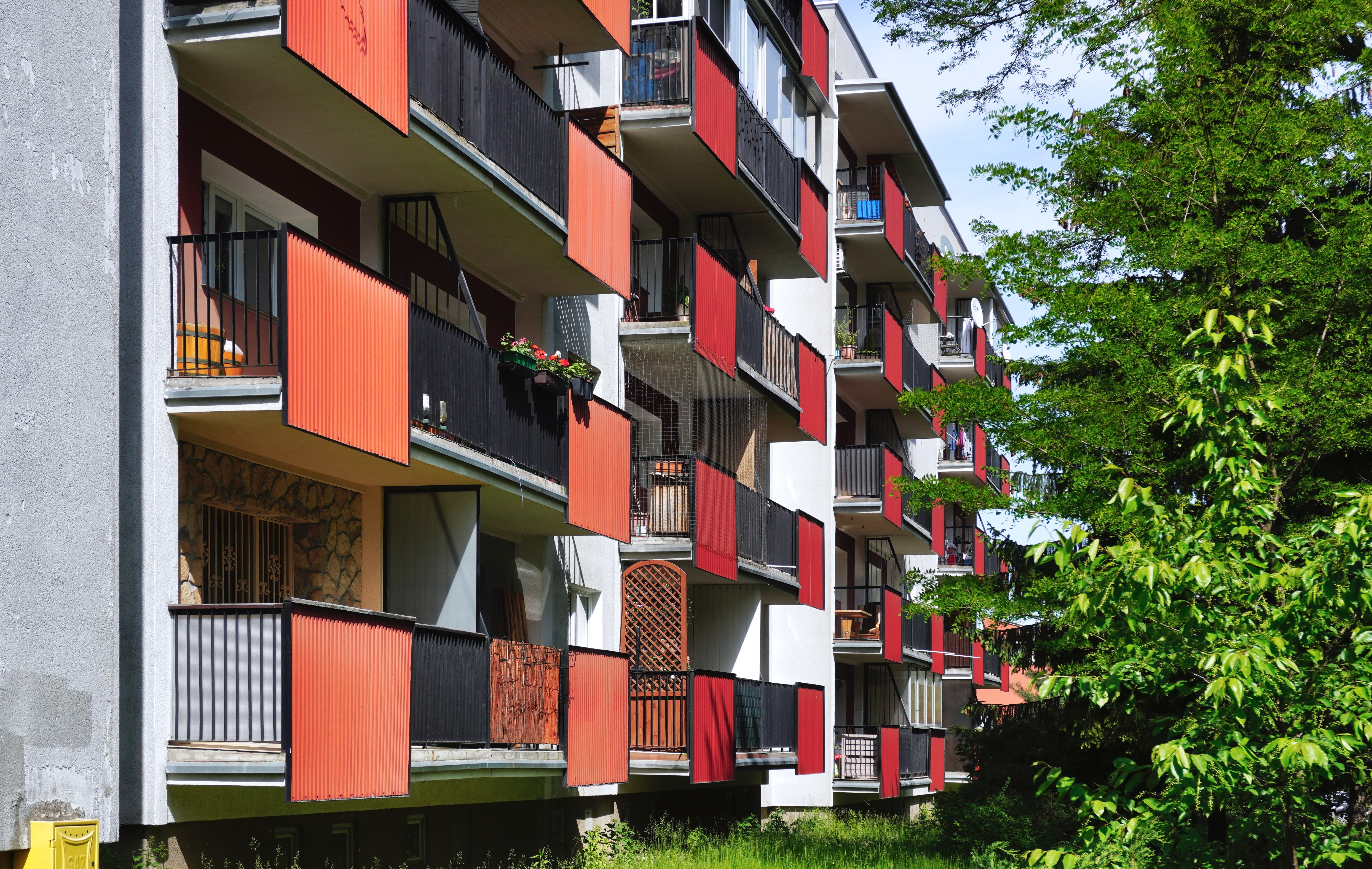
Wnętrze osiedla, os. Mistrzejowice 4